# Chontales
Chontales – jeden z 15 departamentów Nikaragui, położony w środkowej części kraju, na wschodnim wybrzeżu jeziora Nikaragua. Ośrodkiem administracyjnym jest miasto Juigalpa.

## Gminy (municipios)
1. Acoyapa
2. Comalapa
3. El Coral
4. Juigalpa
5. La Libertad
6. San Francisco de Cuapa
7. San Pedro de Lóvago
8. Santo Domingo
9. Santo Tomás
10. Villa Sandino